# 逆流 (アルバム)
『逆流』（ぎゃくりゅう）は、日本のミュージシャンである長渕剛の2枚目のオリジナル・アルバム、およびアルバムの10曲目に収録されている楽曲である。
1979年11月5日に東芝EMIのエキスプレスレーベルからリリースされた。前作『風は南から』（1979年）よりおよそ8ヶ月ぶりにリリースされた作品であり、作詞は長渕および松本隆、作曲は長渕が担当している。
レコーディングには後に至るまで長渕の作品に参加する事となる瀬尾一三や笛吹利明が初参加しており、音楽性は前作に引き続き四畳半フォークとロックの融合を基調としたアルバムであるが、一部の曲でシティ・ポップやレゲエの要素が取り入れられている。
先行シングルとなった「祈り」（1979年）が収録されている他、本作よりリカットされた「順子」はオリコンチャートにて8週連続1位を獲得し、ミリオンセラーとなった。
「順子」のヒットにより、一躍注目を集めた本作は後に売上が伸びていき、オリコンチャートで1位を獲得した他に第22回日本レコード大賞にてベスト・アルバム賞を受賞した。

## 背景
前作『風は南から』（1979年）リリース後、単独ライブを4月2日に東京日仏会館、4月17日に博多大ホールにて開催し、7月5日に先行シングル「祈り」（1979年）をリリース。
そんな折、ユイ音楽工房に所属していた縁で、1979年7月26日に愛知県篠島において開催された吉田拓郎の「アイランドコンサート イン 篠島」に参加する事が決定した。その数日前に西武球場にて開催された「80'sジャム」にて2万人の前で演奏した長渕は自信を覚えていたが、いざ当日になると聴衆の熱狂ぶりが伝わり、不安を抱えながら出番を待つこととなった。出番が来ると吉田は紹介のないままステージに上がるよう長渕を促し、スリッパを脱いで裸足でステージ上へと上がった長渕であったが、緊張のあまり上手くトークが出来ず、曲の演奏に入ったものの聴衆の反応は鈍く、次第に客席から「帰れ!」という声が聞こえ始めた。さらに追い打ちをかけるように数曲目でギターの弦が切れてしまい、スタッフが対応を協議しているため間が開いた事に端を発し、客席から大きな声で「帰れ! 帰れ!」とシュプレヒコールが始まった。始めはうろたえていた長渕だったが、次第に怒りがこみ上げ逆上し、客席に向かって「バカヤロー! 俺は帰らんぞ! 俺は拓郎に時間をもらってここに出てきたんだ。昔のやつら"帰れ"っていわれたら"ハイ、そうですか"って帰ったかもしれんけど、俺は帰らんぞ! 俺のファンだって来ているんだからな。"帰れ"っていうのなら、テメエが帰れ!」と怒号を発し、演奏を続ける事となった。また、この体験から自分の作品やライブに対する考え方を見つめ直した結果、「逆流」という曲が製作される事となった。
なお、この時期に『南こうせつのオールナイトニッポン』（1978年 - 1979年）にて1コーナーのDJを担当していた長渕は、ディレクターに依頼して後に結婚する事となる石野真子をゲストとして呼ぶ事となった。
8月23日には新潟県民会館にて単独ライブを行い、その後、前作が予想を上回る売り上げを記録した事から、本作のレコーディングが開始される事となった。

## 録音
同年7月26日の「アイランドコンサート イン 篠島」に参加した際に、観客から「帰れコール」をされた事が影響しており、二週間ほど伊豆のスタジオにカンヅメ状態になるほど入れ込んでレコーディングを行った。その際、伊豆スタジオの別荘が火事で使用不能になったため、借り物の二部屋しかない別荘に泊まることになり、スタッフ三、四人で雑魚寝をすることになった。
後々アレンジャーやサウンドプロデューサーとして名を馳せる瀬尾一三や笛吹利明の参加もこのアルバムからである。

## 音楽性
文芸雑誌『文藝別冊 長渕剛 民衆の怒りと祈りの歌』にて、ライターの松村正人は「『逆流』のタイトルは中央から地方へのあたりまえの導線とは反対に地方から中央=東京への逆輸入を企図するもの」、「（『順子』に関して）恋人に裏切られたこの歌は『木綿のハンカチーフ』の男の側の心情の吐露ともとれ、『風は南から』『逆流』のタイトルに顕わな非東京人のアイデンティティを裏書きしている気がしてならない」、「『男は女が必要さ』でも恋愛のはじまりの心躍る感覚を描いていて、『あんたとあたいは数え唄』などとは好対照だが、『祈り』の救済感覚をふくめ、音に悲哀の割合は高くない。おもに七〇年代の音づくりからくる印象でもあるのだが、たとえば『男は女が必要』を収録したニール・ヤングの七二年の代表作『ハーヴェスト』にも通ずるフォーク・ロック感覚がここにはいきている」と述べており、さらにライターの二木信は「前作と同様に"四畳半フォークとロックの融合"が生み出した時代の音に乗り歌っている」、「『順子』はファンク・アレンジの効いた少々泥臭いシティ・ポップと聴くこともできるし、松本隆が作詞を担当した『酔待草』のリズム・ギターのカッティングはレゲエの影響が見られる」と述べている。

## リリース
アルバムは1979年11月5日に東芝EMIのエキスプレスレーベルより、LPおよびカセットテープの2形態でリリースされた。
1985年11月1日にはCDにて初めてリリースされ、その後1987年12月25日には「オリジナルツイン・シリーズ ザ・名盤2」として『風は南から』との2枚組でリリース、さらに2006年2月8日に24ビット・デジタルリマスター、紙ジャケット仕様で再リリースされた。

## ツアー
本作リリース後、1979年11月12日の横須賀市民会館を皮切りに、「長渕剛コンサートツアー'79」と題した初の全国ツアーが開始されている。同ツアーでは全国49か所、およそ8万人を動員した。
さらにその後、1980年1月17日の長岡市立劇場を皮切りに、「長渕剛コンサートツアー'80」と題した全国ツアーが敢行された。2月12日の松戸市民会館において、最後の演奏曲である「逆流」の演奏中にギターの弦が次々と切れ、まともな演奏が出来なくなってしまったが、聴衆が伴奏代わりの手拍子を行い事なきを得た。また、このツアーの最中の6月末より次作『乾杯』（1980年）のレコーディングが開始されている。

## 批評
| 専門評論家によるレビュー             | 専門評論家によるレビュー |
| レビュー・スコア                     | レビュー・スコア         |
| 出典                                 | 評価                     |
| ------------------------------------ | ------------------------ |
| CDジャーナル                         | 肯定的                   |
| 別冊カドカワ 総力特集 長渕剛         | 肯定的                   |
| 文藝別冊 長渕剛 民衆の怒りと祈りの歌 | 否定的                   |

- 音楽情報サイト『CDジャーナル』では、「“たとえ困難で厳しい時代でも乗り越えていかなければいけない”という長渕らしいメッセージがタイトルにこめられている」と肯定的な評価を下している[17]。

- 文芸雑誌『別冊カドカワ 総力特集 長渕剛』において音楽ライターの藤井徹貫は、「前作に比べ、サウンドの厚みが増している」、「参加ミュージシャンは、当時から大御所だった石川鷹彦と瀬尾を除けば、平均年齢は30歳未満と若い。当時のスタジオミュージシャンの充実ぶりもうかがえる演奏だ」と肯定的な評価を下している[18]。

- 文芸雑誌『文藝別冊 長渕剛 民衆の怒りと祈りの歌』において音楽ライターの二木信は、「その後の長渕の強烈な個性とはおおよそ相容れないと思われる音楽的要素が散りばめられている。ということは、長渕がシンガーソングライターとしてすべての主導権を握り切れていないと理解するのが妥当であろう」と否定的な評価を下している[11]。

- 本作品は第22回日本レコード大賞にてベスト・アルバム賞を受賞している。

## チャート成績
リリース後ほどなくしてオリコンチャート10位以内に入り、半年間ほど同じ状態で売れ続けた結果、最高位では1位を獲得し売り上げは約40万枚となった。また、収録曲の1つである「順子」が有線放送で連続1位を獲得し、後にシングルカットされた際にミリオンセラーを達成するなど、長渕の名が世間に知れ渡ることとなった。その影響で、ライブ・ツアーの本数が120カ所と一気に増え、本格的な音楽活動が開始することとなった。また、2006年の再発版では最高位210位となった。

## 収録曲

### LP盤 / CT盤
| 全作詞・作曲: 長渕剛（特記除く）。 |                    |                     |                     |          |      |
| #                                  | タイトル           | 作詞                | 作曲・編曲          | 編曲     | 時間 |
| 1.                                 | 「風は南から」     | 長渕剛 （特記除く） | 長渕剛 （特記除く） | 瀬尾一三 | 4:22 |
| 2.                                 | 「友への手紙」     | 長渕剛 （特記除く） | 長渕剛 （特記除く） | 石川鷹彦 | 4:35 |
| 3.                                 | 「順子」           | 長渕剛 （特記除く） | 長渕剛 （特記除く） | 瀬尾一三 | 3:20 |
| 4.                                 | 「素顔」           | 長渕剛 （特記除く） | 長渕剛 （特記除く） | 石川鷹彦 | 4:16 |
| 5.                                 | 「男は女が必要さ」 | 長渕剛 （特記除く） | 長渕剛 （特記除く） | 石川鷹彦 | 3:34 |
| 合計時間:                          | 合計時間:          | 合計時間:           | 20:07               |          |      |

| #         | タイトル                                 | 作詞      | 作曲・編曲 | 編曲             | 時間 |
| --------- | ---------------------------------------- | --------- | ---------- | ---------------- | ---- |
| 6.        | 「あんたとあたいは数え唄」               |           |            | 瀬尾一三         | 4:46 |
| 7.        | 「ひざまくら」                           |           |            | 石川鷹彦、長渕剛 | 3:55 |
| 8.        | 「祈り」                                 |           |            | 佐藤準           | 4:14 |
| 9.        | 「酔待草（よいまちぐさ）」(作詞：松本隆) |           |            | 瀬尾一三         | 3:34 |
| 10.       | 「逆流」                                 |           |            | 瀬尾一三         | 4:17 |
| 合計時間: | 合計時間:                                | 合計時間: | 20:46      |                  |      |

### CD盤
| 全作詞・作曲: 長渕剛（特記除く）。 |                                          |                    |                    |                  |      |
| #                                  | タイトル                                 | 作詞               | 作曲・編曲         | 編曲             | 時間 |
| 1.                                 | 「風は南から」                           | 長渕剛（特記除く） | 長渕剛（特記除く） | 瀬尾一三         | 4:22 |
| 2.                                 | 「友への手紙」                           | 長渕剛（特記除く） | 長渕剛（特記除く） | 石川鷹彦         | 4:35 |
| 3.                                 | 「順子」                                 | 長渕剛（特記除く） | 長渕剛（特記除く） | 瀬尾一三         | 3:20 |
| 4.                                 | 「素顔」                                 | 長渕剛（特記除く） | 長渕剛（特記除く） | 石川鷹彦         | 4:16 |
| 5.                                 | 「男は女が必要さ」                       | 長渕剛（特記除く） | 長渕剛（特記除く） | 石川鷹彦         | 3:34 |
| 6.                                 | 「あんたとあたいは数え唄」               | 長渕剛（特記除く） | 長渕剛（特記除く） | 瀬尾一三         | 4:46 |
| 7.                                 | 「ひざまくら」                           | 長渕剛（特記除く） | 長渕剛（特記除く） | 石川鷹彦、長渕剛 | 3:55 |
| 8.                                 | 「祈り」                                 | 長渕剛（特記除く） | 長渕剛（特記除く） | 佐藤準           | 4:14 |
| 9.                                 | 「酔待草（よいまちぐさ）」(作詞：松本隆) | 長渕剛（特記除く） | 長渕剛（特記除く） | 瀬尾一三         | 3:34 |
| 10.                                | 「逆流」                                 | 長渕剛（特記除く） | 長渕剛（特記除く） | 瀬尾一三         | 4:17 |
| 合計時間:                          | 合計時間:                                | 合計時間:          | 40:53              |                  |      |

### 曲解説

#### A面
1. 「風は南から」
前アルバムのタイトルであるが、何故か同名の曲がこのアルバムに収録されている。桜島オールナイトコンサートのDVDに、リハーサルで別テイクを演奏している模様が収録されている。
2. 「友への手紙」
3. 「順子」
詳細は「順子/涙のセレナーデ」の項を参照。
4. 「素顔」
一時期のライブでは定番だった曲。
5. 「男は女が必要さ」
歌詞中に登場する「ニール」とは、ニール・ヤングの事である。彼のアルバム「ハーヴェスト」には、「男は女が必要」というタイトルの楽曲が実際に存在する。福岡市内のスポット大濠公園、長渕剛がよくライブをしていた喫茶店照和も歌詞に登場する。

#### B面
1. 「あんたとあたいは数え唄」
2. 「ひざまくら」
主に初期のライブでしか演奏されなかった曲だが、1990年代中盤以降のライブで度々演奏されるようになった。
3. 「祈り」
詳細は「祈り」の項を参照。
4. 「酔待草（よいまちぐさ）」
5. 「逆流」
1988年にリリースされたセルフカヴァーアルバム『NEVER CHANGE』で再度レコーディングされている。
2004年8月の桜島オールナイトコンサートでは、初期のこのバージョンの方を演奏している。

## スタッフ・クレジット

### 参加ミュージシャン
どの曲で、誰がどの楽器を演奏しているかの詳細な記述はされていない。
- 石川鷹彦
- 瀬尾一三
- 佐藤準
- 長渕剛
- 笛吹利明
- 尾崎孝
- 武川雅寛
- 水谷公生
- 松原正樹
- 青山徹
- 後藤次利
- 武部秀明
- 岡沢茂
- 渋井博
- 田代マキ（田代真紀子→後に矢島マキ）
- 林立夫
- 島村英二
- 村上秀一
- 中島御
- 山根美也子
- ジャッキー（高橋香代子）
- 浜田良美
- TOMATO
- ジョーグループ

### スタッフ
- 石塚良一 - レコーディング・エンジニア
- 秋野賢一 - レコーディング・エンジニア
- 高橋隆宝 - レコーディング・エンジニア
- 陣山俊一（ユイ音楽工房） - ディレクター
- 山里剛（ヤマハ音楽振興会） - ディレクター
- 米田恵一（東芝EMI） - ディレクター
- 糟谷銑司 - マネージメント
- 田村仁 - 写真撮影
- 荒井博文 - デザイン

## リリース履歴
| No. | 日付           | レーベル              | 規格    | 規格品番           | 最高順位 | 備考                                           |
| --- | -------------- | --------------------- | ------- | ------------------ | -------- | ---------------------------------------------- |
| 1   | 1979年11月5日  | 東芝EMI／エキスプレス | LP CT   | ETP-80109 ZT25-479 | 1位      |                                                |
| 2   | 1985年11月1日  | 東芝EMI／エキスプレス | CD      | CA32-1183          | -        |                                                |
| 3   | 1987年12月25日 | 東芝EMI／エキスプレス | CD2枚組 | CT22-5084-85       | -        | 『風は南から』との2枚組                        |
| 4   | 2006年2月8日   | 東芝EMI／エキスプレス | CD      | TOCT-25944         | 210位    | 24ビット・デジタルリマスター、紙ジャケット仕様 |